# Црква Успења Пресвете Богородице у Ливну
Православна црква Успења Пресвете Богородице у Ливну је храм Српске православне цркве.
Црква је саграђена 1859. године. Храм је осветио митрополит дабробосански Георгије Николајевић. Претпоставља се да би њен ктитор могао бити, у ливањском крају, добро познати, Мато Бајо, који је касније саградио и прву српску школу. Уместо првобитног дрвеног звоника, домаћи мајстор Илија Коњик је 1889. саградио камени. Православна црква у Ливну поседује преко осамдесет старих икона. По обиму, историјској вредности, ово је трећа по вредности црква у Босни и Херцеговини. Будући да је ливањска православна црква посвећена Успењу Пресвете Богородице, највише икона носи Богородичин лик. Иконе су стваране у периоду од 15-19 столећа, а радили су их српски, македонски, грчки, критски, италокритски и домаћи-наивни иконописци. Доспеле су у Ливно као поклони од богатих појединаца, цркава, манастира. Отуда њихова разноврсност, по месту и години настанка, по квалитету израде. Све су добро очуване. Већу пажњу ливањским иконама посветио је сликар и велики заштитник српских старина, Ђоко Мазалић. Он их је, могло би се рећи, открио, а затим и стручно прерадио.
Црква је у више наврата пљачкана и девастирана. Последњи пут је опљачкана јула 1992. када је с ње скинуто звоно.